# El meandre, vista des de Mount Holyoke
El Meandre, o Vista des del Mount Holyoke després d'una tempesta, el títol original del qual en anglès és View from Mount Holyoke, Northampton, Massachusetts, after a Thunderstorm, commonly known as The Oxbow, és una de les obres més importants i conegudes de Thomas Cole, el fundador de l'Escola del Riu Hudson.

## Introducció
El Meandre va tenir un gran èxit des de la seva primera exhibició. Efectivament, aquest llenç representa diversos trets típics de l'Escola del Riu Hudson: un punt de vista elevat, un paisatge a la llunyania amb una tempesta, un arbre cremat per un llamp, i una vall serena que s'estén sota l'espectador. La impressionant representació del meandre format pel riu, completa aquesta dinàmica pintura.

## Anàlisi de l'obra
Oli sobre llenç; 130,8 x 193 cm.; 1836; Metropolitan Museum of Art, Nova York.
Signat a la cartera, entre l'equip de dibuix de l'artista a la part inferior central del llenç.
La vista que Thomas Cole volia pintar era particularment difícil, ja que la seva amplada era major que la dels paisatges de l'època. Per resoldre aquest problema, Cole va sintetitzar dues vistes separades del Mount Holyoke.
El llenç està dividit en dues parts ben diferenciades. A l'esquerra i en primer pla, hi ha representats dos arbres, un dels quals ha estat partit per un llamp. Darrera seu, s'allunyen els núvols d'una tempesta. A la dreta,un paisatge cultivat, ple de llum, que voreja el meandre del Connecticut River. Les dues parts del llenç estan unides per dos detalls significatius: el para-sol inclinat, i l'equip de dibuix de l'artista, amb una cartera que porta la seva signatura. El mateix Cole, qui és l''unic personatge visible en aquest ampli panorama, apareix a pocs metres, amb el seu cavallet entre les roques i els arbres.
Per una part Thomas Cole, en aquesta pintura, sembla admirar el paisatge cultivat per l'home però, per altra part, era conscient que la Natura d'Amèrica del Nord, plena de significació moral, estava sent malmesa per l'arribada de la civilització. En el turó del fons hom pot observar unes cicatrius al bosc, que semblen fomar, en alfabet hebreu, la paraula Noè (נֹ֫חַ). Si es mira cap per avall, des de la perspectiva de Déu, semblen formar la paraula Shaddai "el Totpoderós". Potser Cole suggereix que el paisatge revela en si mateix la paraula de Déu, i qualsevol intrusió humana podria ser una profanació?. D'altra banda, la cuidada divisió del paisatge de la dreta potser implica que la civilització expulsa el caos inherent al món natural ? Possiblement aquest llenç mostra l'ambivalència de Cole en aquest sentit.
De fet, Basil Hall (Edimburg 1788–1844 Portsmouth) a la seva obra "Forty Etchings from Sketches Made with the Camera Lucida, in North America in 1827 and 1828", lamentava la poca atenció dels estatunidencs envers el seu patrimoni paisatgístic i natural. Potser aquest llenç de Cole n'és una resposta, amb un paisatge que lloa la singularitat dels Estats Units per assolir una unió del que és pintoresc, el sublim i el magnífic, amb l'assentament pastoral de la part dreta, emfatitzant les possibilitats d'una pintura paisatgística pròpia de la nació americana.